# FC Barcelona 2008/2009
FC Barcelona vann en liga, Champions League och Copa del Rey-trippel efter en oerhört framgångsrik säsong.
Med den nya tränaren Pep Guardiola vann Barcelona tre titlar samma säsong för första gången. Klubben hade sitt högsta poängsnitt någonsin, och tog sig till Champions League-final tack vare en sen kvittering mot Chelsea i semifinalen på Stamford Bridge, efter Andrés Iniesta slagit till, och dessutom tack vare domarbeslut. I finalen besegrade Barcelona Manchester United med 2-0 efter mål av Samuel Eto'o och Lionel Messi.

## Trupp

### Målvakter
- Víctor Valdés
- Pinto
- Albert Jorquera

### Backar
- Martín Cáceres
- Gerard Piqué
- Rafael Márquez
- Carles Puyol
- Sylvinho
- Gabriel Milito
- Dani Alves
- Éric Abidal

### Mittfältare
- Xavi
- Sergio Busquets
- Seydou Keita
- Aliaksandr Hleb
- Yaya Touré
- Víctor Sánchez
- Andrés Iniesta

### Anfallare
- Eiður Guðjohnsen
- Samuel Eto'o
- Lionel Messi
- Bojan
- Thierry Henry
- Pedro

## La Liga

### Matcher
- Numancia-Barcelona 1-0
- 1-0 Mario  12′

- Barcelona-Racing Santander 1-1
- 1-0 Lionel Messi  70′ (str.)
- 1-1 Jonathan Pereira  76′

- Sporting Gijón-Barcelona 1-6
- 0-1 Xavi  26′
- 0-2 Samuel Eto'o  33′
- 0-3 Jorge  49′ (o.g.)
- 1-3 Francisco Maldonado  51′
- 1-4 Andrés Iniesta  69′
- 1-5 Lionel Messi  85′
- 1-6 Lionel Messi  89′

- Barcelona-Betis 3-2
- 1-0 Samuel Eto'o  17′
- 2-0 Samuel Eto'o  23′
- 2-1 Luciano Monzón  59′
- 2-2 José Mari  67′
- 3-2 Eiður Guðjohnsen  80′

- Espanyol-Barcelona 1-2
- 1-0 Coro  20′
- 1-1 Thierry Henry  76′
- 1-2 Lionel Messi  90′ (str.)

- Barcelona-Atlético Madrid 6-1
- 1-0 Rafael Márquez  4′
- 2-0 Samuel Eto'o  5′
- 3-0 Lionel Messi  9′
- 3-1 Maxi Rodríguez  13′
- 4-1 Samuel Eto'o  18′
- 5-1 Eiður Guðjohnsen  28′
- 6-1 Thierry Henry  73′

- Athletic Bilbao-Barcelona 0-1
- 0-1 Samuel Eto'o  63′

- Barcelona-Almería 5-0
- 1-0 Samuel Eto'o  5′
- 2-0 Thierry Henry  13′
- 3-0 Samuel Eto'o  21′
- 4-0 Samuel Eto'o  23′
- 5-0 Dani Alves  37′

- Málaga-Barcelona 1-4
- 0-1 Xavi  5′
- 1-1 Duda  13′
- 1-2 Lionel Messi  19′
- 1-3 Xavi  52′
- 1-4 Weligton  81′ (o.g.)

- Barcelona-Valladolid 6-0
- 1-0 Samuel Eto'o  12′
- 2-0 Samuel Eto'o  30′
- 3-0 Samuel Eto'o  42′
- 4-0 Samuel Eto'o  44′
- 5-0 Eiður Guðjohnsen  71′
- 6-0 Thierry Henry  83′

- Recreativo-Barcelona 0-2
- 0-1 Lionel Messi  51′
- 0-2 Seydou Keita  85′

- Barcelona-Getafe 1-1
- 0-1 Manu del Moral  19′
- 1-1 Seydou Keita  71′

- Sevilla-Barcelona 0-3
- 0-1 Samuel Eto'o  20′
- 0-2 Lionel Messi  78′
- 0-3 Lionel Messi  90′

- Barcelona-Valencia 4-0
- 1-0 Thierry Henry  20′
- 2-0 Thierry Henry  28′
- 3-0 Dani Alves  46′
- 4-0 Thierry Henry  79′

- Barcelona-Real Madrid 2-0
- 1-0 Samuel Eto'o  83′
- 2-0 Lionel Messi  90′

- Villareal-Barcelona 1-2
- 1-0 Cani  48′
- 1-1 Seydou Keita  54′
- 1-2 Thierry Henry  66′

- Barcelona-Mallorca 3-1
- 0-1 Aritz Aduriz  15′
- 1-1 Thierry Henry  31′
- 2-1 Andrés Iniesta  75′
- 3-1 Yaya Touré  90′

- Osasuna-Barcelona 2-3
- 0-1 Samuel Eto'o  45′
- 1-1 Miguel Flaño  63′
- 2-1 Walter Pandiani  73′
- 2-2 Xavi  80′
- 2-3 Lionel Messi  85′

- Barcelona-Deportivo 5-0
- 1-0 Lionel Messi  21′
- 2-0 Thierry Henry  27′
- 3-0 Samuel Eto'o  41′
- 4-0 Thierry Henry  82′
- 5-0 Samuel Eto'o  86′ (str.)

- Barcelona-Numancia 4-1
- 1-0 Lionel Messi  49′
- 2-0 Samuel Eto'o  53′
- 2-1 Barkero  61′
- 3-1 Thierry Henry  71′
- 4-1 Lionel Messi  76′

- Racing Santander-Barcelona 1-2
- 1-0 Nikola Žigić  55′ (str.)
- 1-1 Lionel Messi  64′
- 1-2 Lionel Messi  80′

- Barcelona-Sporting Gijón 3-1
- 1-0 Samuel Eto'o  23′
- 2-0 Samuel Eto'o  40′
- 3-0 Dani Alves  66′
- 3-1 Kike Mateo  68′

- Betis-Barcelona 2-2
- 1-0 Melli  18′
- 2-0 Mark González  25′
- 2-1 Samuel Eto'o  45′
- 2-2 Samuel Eto'o  81′

- Barcelona-Espanyol 1-2
- 0-1 Iván de la Peña  50′
- 0-2 Iván de la Peña  55′
- 1-2 Yaya Touré  62′

- Atlético Madrid-Barcelona 4-3
- 0-1 Thierry Henry  19′
- 0-2 Lionel Messi  31′
- 1-2 Diego Forlán  32′
- 2-2 Sergio Agüero  56′
- 2-3 Thierry Henry  73′
- 3-3 Diego Forlán  80′ (str.)
- 4-3 Sergio Agüero  89′

- Barcelona-Athletic Bilbao 2-0
- 1-0 Sergio Busquets  17′
- 2-0 Lionel Messi  31′ (str.)

- Almería-Barcelona 0-2
- 0-1 Bojan  53′
- 0-2 Bojan  56′

- Barcelona-Málaga 6-0
- 1-0 Xavi  19′
- 2-0 Lionel Messi  25′
- 3-0 Thierry Henry  32′
- 4-0 Samuel Eto'o  44′
- 5-0 Dani Alves  51′
- 6-0 Lionel Messi  57′

- Valladolid-Barcelona 0-1
- 0-1 Samuel Eto'o  40′

- Barcelona-Recreativo 2-0
- 1-0 Andrés Iniesta  1′
- 2-0 Nasief Morris  68′ (o.g.)

- Getafe-Barcelona 0-1
- 0-1 Lionel Messi  19′

- Barcelona-Sevilla 4-0
- 1-0 Andrés Iniesta  3′
- 2-0 Samuel Eto'o  17′
- 3-0 Xavi  49′
- 4-0 Thierry Henry  54′

- Valencia-Barcelona 2-2
- 0-1 Lionel Messi  24′
- 1-1 Hedwiges Maduro  43′
- 2-1 Pablo Hernández  45′
- 2-2 Thierry Henry  85′

- Real Madrid-Barcelona 2-6
- 1-0 Gonzalo Higuaín  14′
- 1-1 Thierry Henry  18′
- 1-2 Carles Puyol  20′
- 1-3 Lionel Messi  36′
- 2-3 Sergio Ramos  56′
- 2-4 Thierry Henry  58′
- 2-5 Lionel Messi  75′
- 2-6 Gerard Piqué  83′

- Barcelona-Villareal 3-3
- 1-0 Seydou Keita  12′
- 1-1 Joseba Llorente  20′
- 2-1 Samuel Eto'o  36′
- 3-1 Dani Alves  45′
- 3-2 Matías Fernández  78′ (str.)
- 3-3 Joseba Llorente  90′

- Mallorca-Barcelona 2-1
- 0-1 Samuel Eto'o  10′
- 1-1 Juan Arango  73′
- 2-1 Cléber Santana  78′

- Barcelona-Osasuna 0-1
- 0-1 Walter Pandiani  26′

- Deportivo-Barcelona 1-1
- 1-0 Rodolfo Bodipo  31′
- 1-1 Samuel Eto'o  89′

### Bästa målskyttar
- Samuel Eto'o 30
- Lionel Messi 23
- Thierry Henry 49
- Xavi 6
- Dani Alves 5